# Marjanne Kweksilber
Marjanne Kweksilber (Amsterdam, 18 gennaio 1944 – Amsterdam, 12 maggio 2008) è stata un soprano olandese.

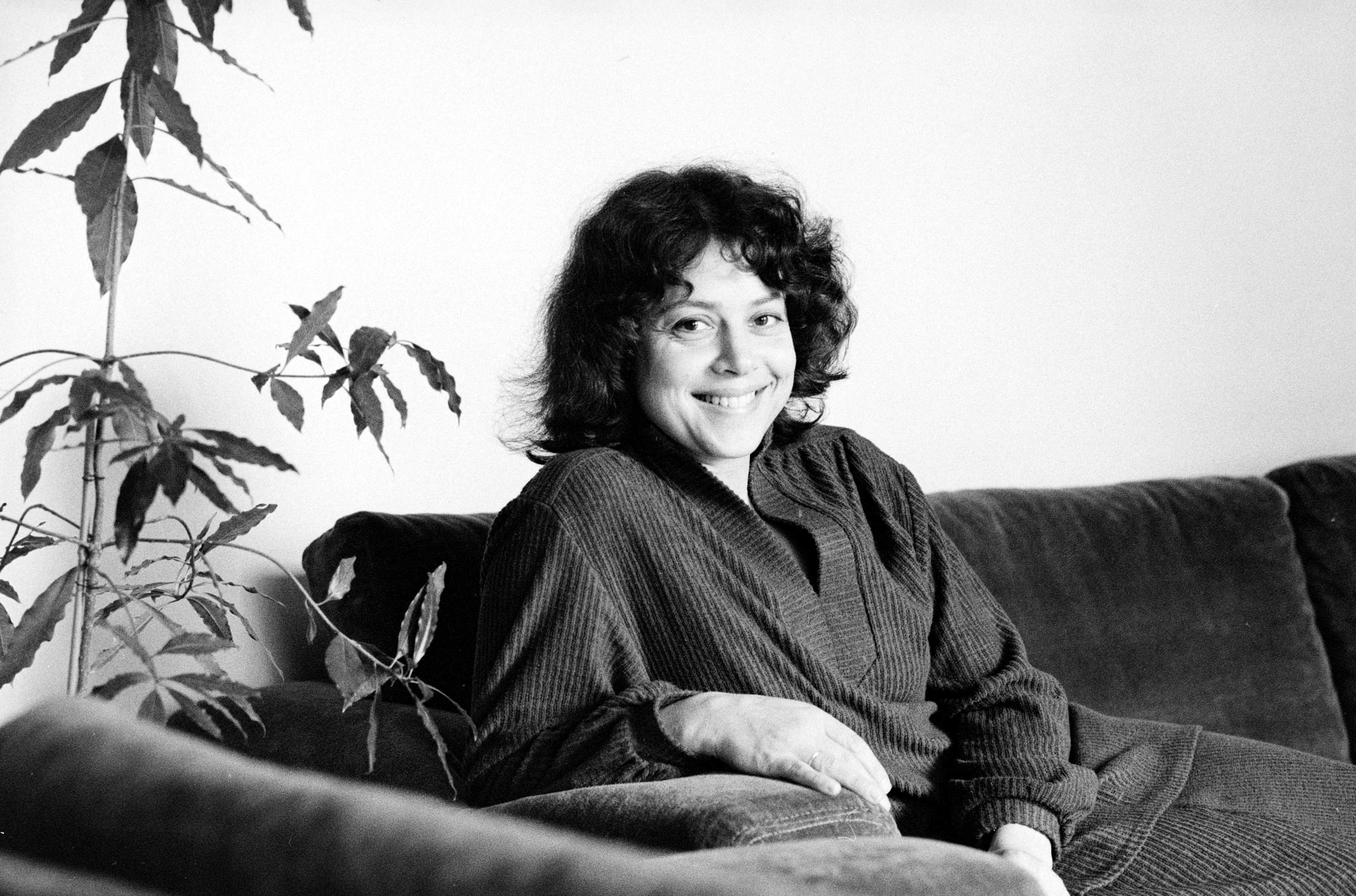
Marjanne Kweksilber, 1977

Debuttò nel 1977 con l'opera Axel, scritta dal direttore d'orchestra e compositore Reinbert de Leeuw insieme a Jan van Vlijmen. Il suo repertorio si estende dalla musica barocca e rinascimentale a quella del XX secolo.
Cantò spesso con l'orchestra olandese Schönberg Ensemble in numerose tournée nazionali ed estere e fece numerose incisioni per l'etichetta discografica olandese Harlekijn e per altre etichette.

## Registrazioni
- Orfeo ed Euridice di Gluck (1982), etichetta Accent, diretta da Sigiswald Kuijken;
- Cantata BWV 51 di Bach, etichetta Telfunken/Teldec, diretta da  Gustav Leonhardt;
- Vier lieder di Alban Berg (1980), etichetta VARA